# 斯捷潘·博贝克
斯捷潘·博贝克（1923年12月3日—2010年8月22日），克罗地亚男子足球运动员。他曾代表南斯拉夫参加1948年和1952年夏季奥林匹克运动会足球比赛，获得二枚银牌。